# Бука Муту, Арнольд
Арнольд (Арну) Дави Бука Муту (фр. Arnold Davy Bouka Moutou; род. 28 ноября 1988[…], Реймс) — французский и конголезский футболист, левый защитник.

## Карьера
Родители Арнольда переехали во Францию из Народной Республики Конго в 80-х годах: отец — учитель из Пуэнт-Нуара, а мать — медсестра из Долизи. Начал карьеру в клубе любительского чемпионата «Эперне». Оттуда он перешёл в «Амьен», проведя два года во втором составе, он перешёл в основу команды. Затем защитник играл сезон в «Кале», а потом вернулся в «Амьен». В 2012 году Муту стал игроком «Анже». В июне 2016 года заключил трёхлетний контракт с «Дижоном».
В составе сборной Республики Конго Бука Муту дебютировал 18 июля 2014 года в матче с Руандой. В 2015 году он поехал в составе сборной на Кубок африканских наций, где провёл все 4 игры, а его команда дошла до четвертьфинала.